# De Quatrebarbes
De Quatrebarbes is een oud adellijk Frans geslacht.

## Geschiedenis
De familie De Quatrebarbes is afkomstig uit Anjou en heeft een bewezen stamreeks die teruggaat tot 1218. Adeldom werd bevestigd in 1668 en honneurs de la cour werden verleend in 1786.
Het geslacht werd ingeschreven bij de Association d’entraide de la noblesse française (ANF) onder nummer 365. In 2007 leefden er nog 76 mannelijke afstammelingen. Het hoofd van het geslacht, markies Christian-Guillaume de Quatrebarbes, woonde in 1992 op het kasteel van la Sionnière in Argenton-Notre-Dame, een kasteel dat door huwelijk in 1675 in de familie kwam.